# Ribeirão Caladão
O ribeirão Caladão é um curso de água que nasce e deságua no município brasileiro de Coronel Fabriciano, no interior do estado de Minas Gerais. Sua nascente se encontra na Serra dos Cocais, zona rural de Fabriciano, percorrendo cerca de 10 quilômetros até a foz no rio Piracicaba, ao atravessar de norte a sul o perímetro urbano municipal. Sua sub-bacia conta com 53 km² e abrange o distrito Senador Melo Viana, que é a região mais populosa da cidade, e parte do distrito-sede.
A poluição e a ocupação desordenada das áreas adjacentes, ocorrida principalmente no decorrer do século XX, resultaram em uma tendência a enchentes durante eventos de cheias. Tais situações tentam ser amenizadas mediante projetos de educação ambiental nas escolas da cidade e com obras de contenção de encostas, drenagem e revegetação.

## História e ocupação das margens

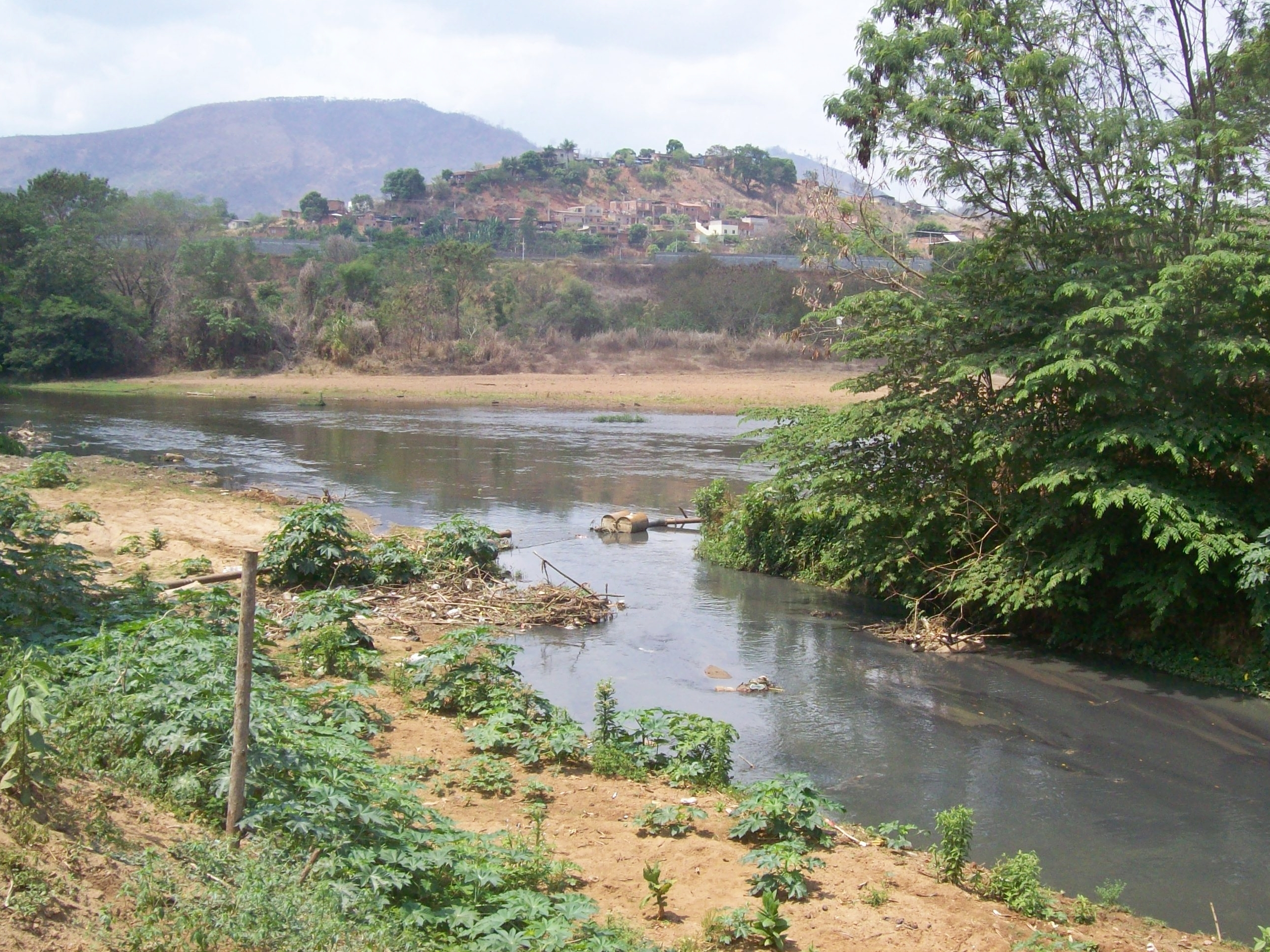
Foz do ribeirão no rio Piracicaba

O ribeirão Caladão fora originalmente denominado ribeirão "Calado", cujo termo seria uma provável referência ao silêncio necessário para não se chamar atenção de índios escondidos na região no começo do século XIX. Também existe a hipótese de que o termo seja derivado do silêncio com que as águas corriam pelo leito do ribeirão, dando origem mais tarde ao primeiro nome da atual região central da cidade e de sua antiga estação ferroviária, a Estação do Calado.
Em sua foz no rio Piracicaba havia um movimento associado à presença de um pequeno porto, onde eram embarcadas mercadorias transportadas por tropeiros que percorriam uma estrada aberta por Guido Marlière em 1825, ligando Antônio Dias ao rio Santo Antônio através da Serra dos Cocais. No começo do século XX, a existência desse caminho foi a responsável pelo início da formação do povoado de Santo Antônio de Piracicaba, o primeiro núcleo urbano do atual município de Coronel Fabriciano, correspondente à atual região do bairro Melo Viana.
Na ocasião do estabelecimento dos pioneiros, as águas límpidas e fartas de peixes e capivaras foram muito utilizadas para a pesca e para o lazer. Os primeiros loteamentos estavam situados às margens dos cursos hidrográficos, incluindo o Caladão, ao redor do qual se estabeleceu o distrito Senador Melo Viana e parte do perímetro urbano do distrito-sede, onde se encontra sua foz. A ocupação sem planejamento das áreas adjacentes resultou na poluição e em uma tendência a enchentes durante eventos de cheias, em especial em Senador Melo Viana, que corresponde à área mais populosa da cidade. A região dos bairros Giovannini e Melo Viana normalmente é uma das mais atingidas, uma vez que constituem bairros populosos e que estão situados em uma área plana, a chamada baixada do Melo Viana.

### Enchentes e tentativas de drenagem

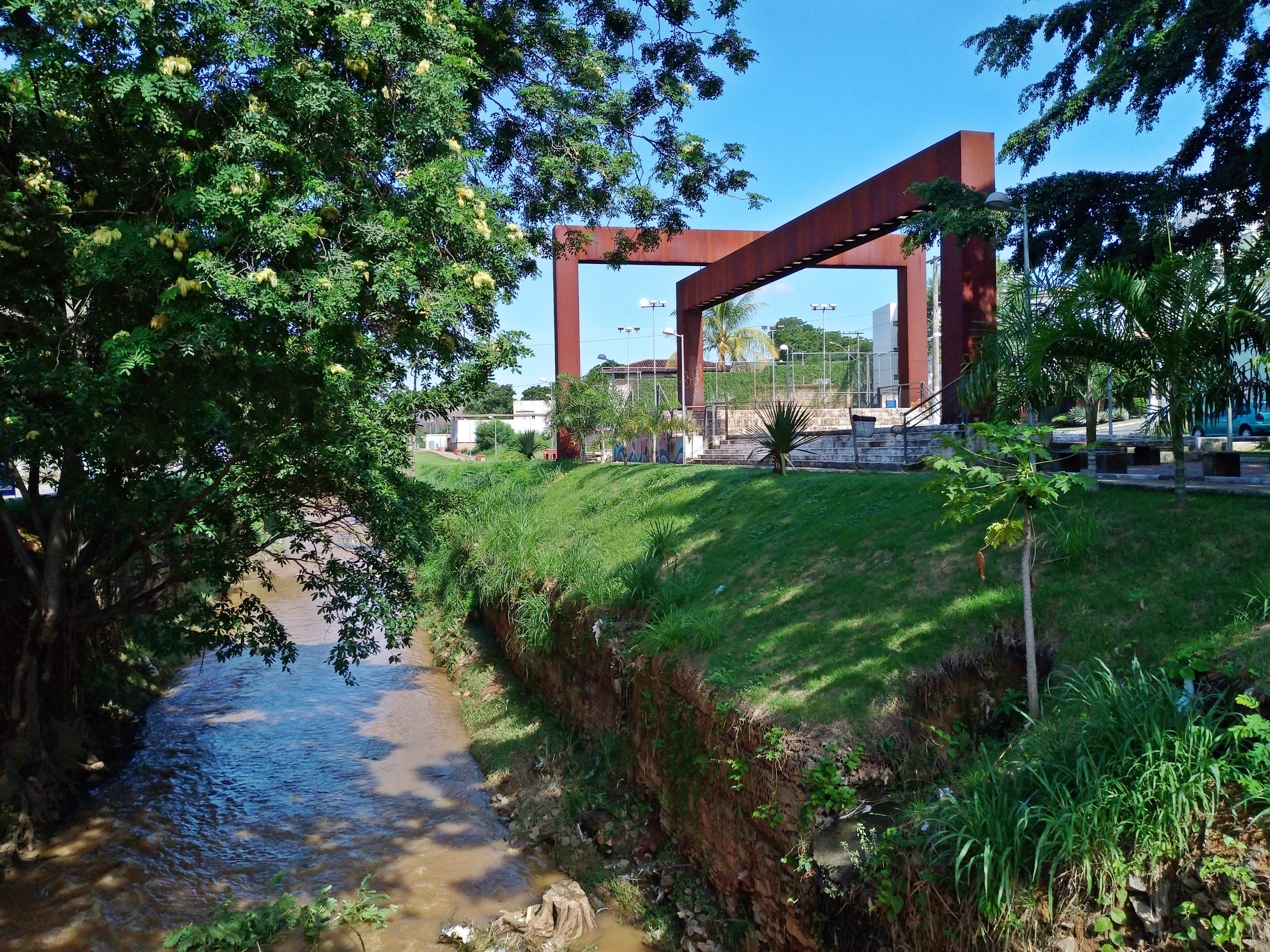
Ribeirão Caladão e praça do "Parque Linear", bairro Santa Helena, construída entre 2012 e 2016.

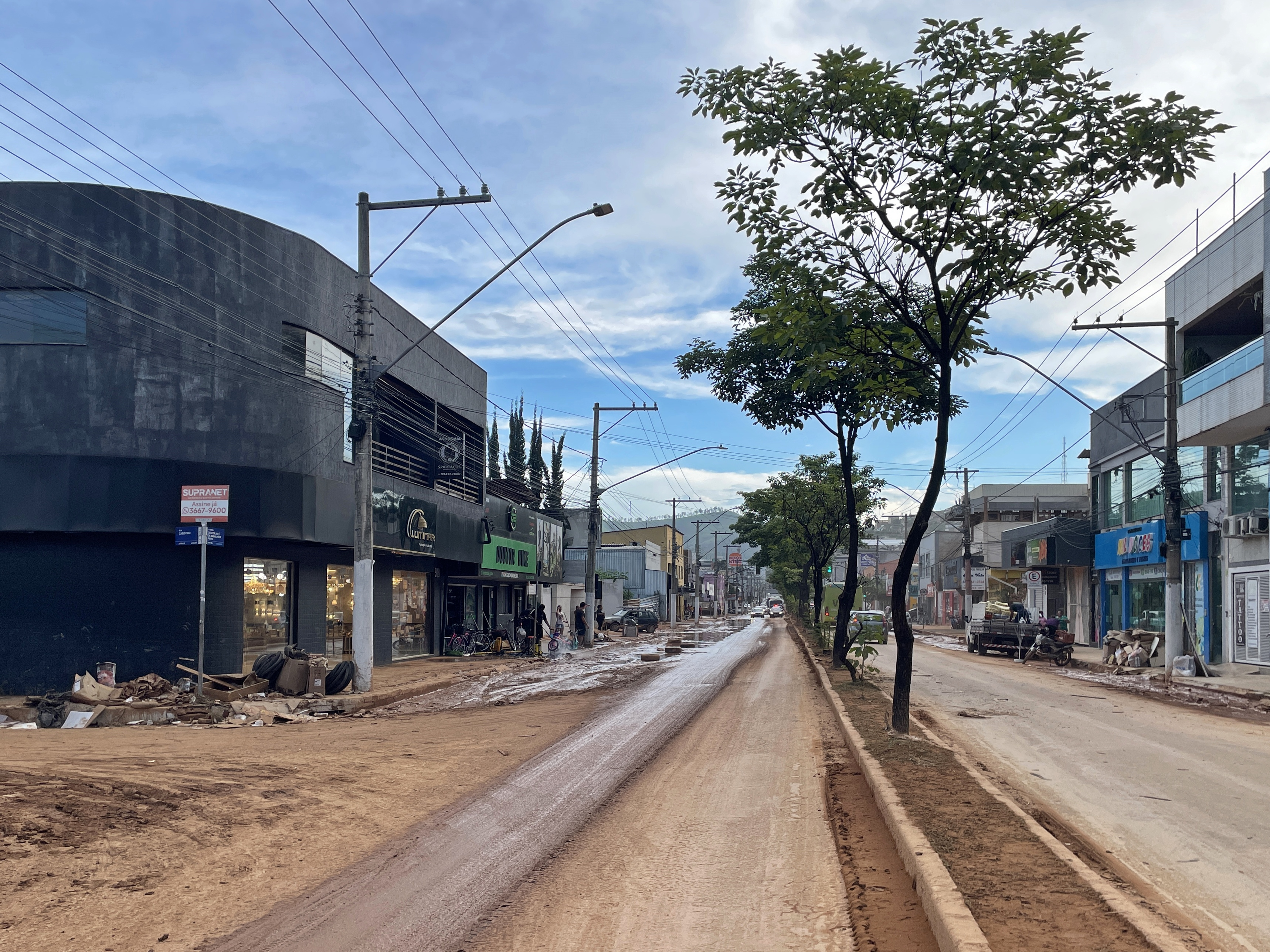
Avenida Magalhães Pinto coberta de lama no bairro Giovannini após a enchente de dezembro de 2024

Entre janeiro e fevereiro de 1979, o nível elevado do rio Piracicaba fez com que a água do ribeirão Caladão fosse represada após cerca de 40 dias seguidos de chuvas intensas, gerando alagamentos por toda a parte mais baixa do perímetro urbano situada às margens de ambos os cursos. No entanto, os transbordamentos a essa altura já eram frequentes em eventos de chuvas fortes. Sob esse contexto o então prefeito Mariano Pires Pontes deu início a obras de drenagem no manancial, na tentativa de amenizar os problemas com enchentes, além da construção da chamada Avenida Sanitária (atual Avenida Julita Pires Bretas), margeando um trecho do leito com canalização em gabiões.
Em 15 de dezembro de 2005, uma enxurrada afetou todos os bairros banhados pelo manancial (exceto o Santa Helena) e deixou dezenas de desabrigados. Em consequência, três anos mais tarde, o então prefeito Chico Simões anunciou o projeto do chamado "Parque Linear", que previu inicialmente reassentamento dos moradores de áreas de risco, pistas de caminhada, ciclovia, revegetação e obras de contenção em todo o leito urbano do ribeirão, intervenções que abrangeriam mais de 9 km. A intenção, segundo a própria gestão, era sanar as enchentes, diminuir o tráfego da Avenida Magalhães Pinto e otimizar a segurança pública. Contudo, as execuções das obras foram marcadas por morosidade e investigações quanto à qualidade e gastos. Houve intervenções em redes de drenagem como parte da "primeira etapa" das obras, efetuada em 2011, enquanto que um trecho de 1 km do ribeirão recebeu contenção, espaços de lazer, pista de caminhada como parte da "segunda etapa". Também foi construída a praça do Parque Linear no bairro Santa Helena, próxima à foz. Esta fase, correspondente à extensão da Avenida Julita Pires Bretas, entre os bairros Santa Terezinha, Santa Helena e Professores, foi executada entre abril de 2012 e junho de 2016.
Além da delonga nas obras, na madrugada de 27 de dezembro de 2013, durante as enchentes daquele ano, uma tempestade de mais de 100 mm em menos de quatro horas após duas semanas de chuvas interruptas elevou subitamente o nível do ribeirão para 2,8 metros de altura, provocando uma nova enxurrada na cidade. Dezenas de pessoas ficaram desalojadas e bairros e ruas inteiras foram cobertas de lama. Já em 1º de dezembro de 2015, uma tempestade de 82 mm em seis horas voltou a provocar enchentes, que atingiram áreas tradicionalmente afetadas, com agravamento do despejo irregular de lixo. Em 11 de dezembro de 2017, após uma chuva de 103 mm em poucas horas, um trecho da pista de caminhada da Avenida Julita Pires Bretas no bairro Santa Terezinha, construído como parte das obras do Parque Linear, desabou devido ao volume de água do manancial. Dessa forma, as intervenções não foram suficientes para drenar os impactos gerados pelas intempéries.
Entre o fim da tarde e noite de 17 de dezembro de 2024, uma tempestade de 109 mm em menos de duas horas provocou enchentes em todas as regiões da cidade, causadas pela súbita cheia dos mananciais da zona urbana, sobretudo o ribeirão Caladão. Esse desastre natural deixou mais de mil desalojados ou desabrigados e foi, por vezes, considerado o mais grave em Coronel Fabriciano desde a enchente de 1979.

## Geografia

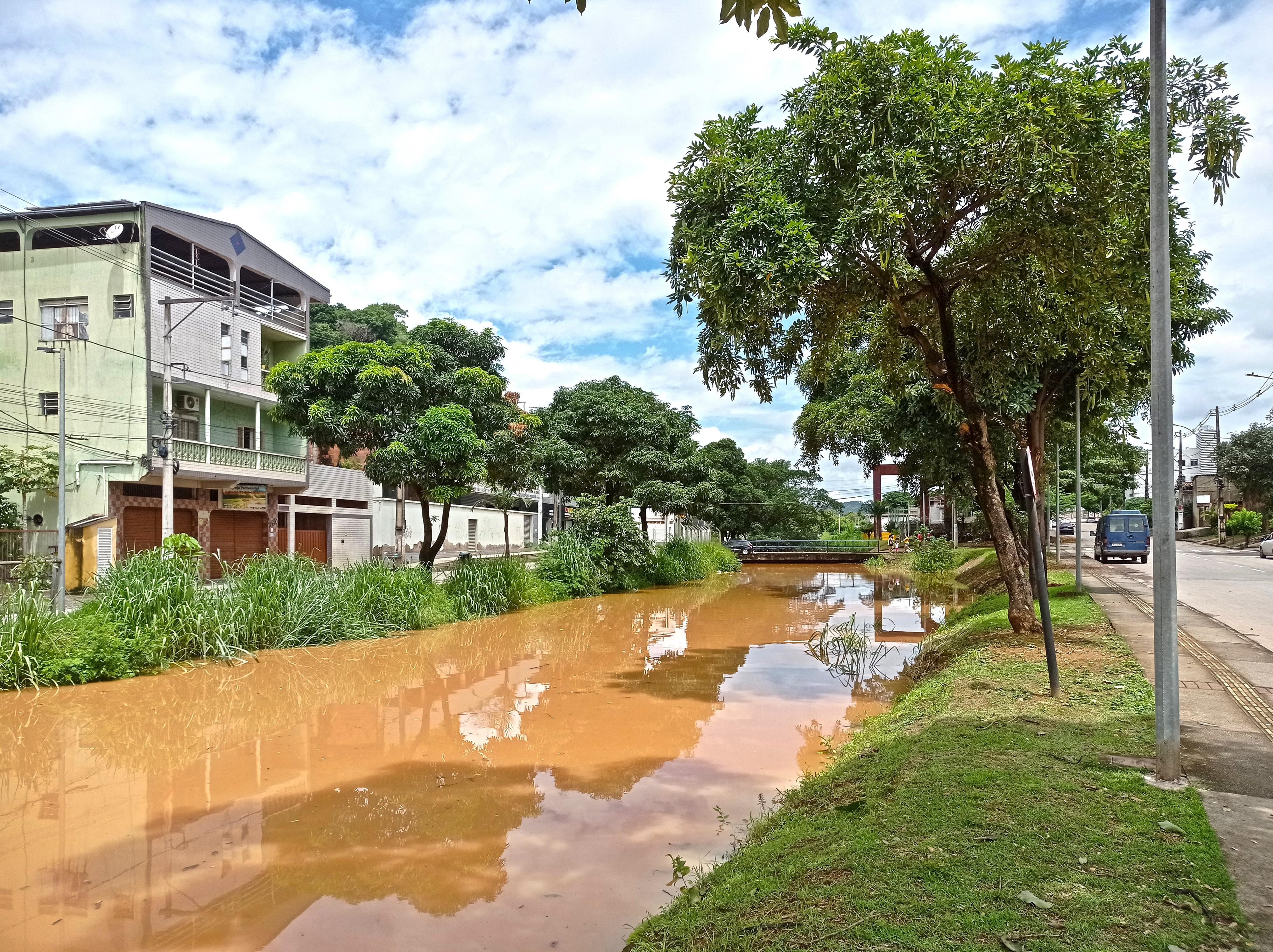
Águas do ribeirão represadas próximas a sua foz durante evento de cheia no rio Piracicaba, em 2022.

A nascente do ribeirão Caladão está situada na Serra dos Cocais, em meio a uma área de mata fechada. A cerca de 1 km da nascente, adentra o bairro Caladão, a norte do perímetro urbano de Coronel Fabriciano. O curso cruza então toda a zona urbana municipal, percorrendo mais 9 km em direção sul em um total de 10 km até a sua foz no rio Piracicaba, entre os bairros Santa Helena e Santa Terezinha. Considerando a divisão reconhecida pelo Instituto Brasileiro de Geografia e Estatística (IBGE), banha total ou parcialmente os bairros Caladão, Potyra, Jardim Primavera, Chácaras Ouro Verde, Judith Bhering, Frederico Ozanan, Manoel Maia, Residencial Fazendinha, Gávea, Floresta, Tranquilão, Santo Antônio, Alipinho, Surinan, Melo Viana, Sílvio Pereira I, Júlia Kubitschek, Vila Bom Jesus, Giovannini, Bom Jesus, Professores, Santa Helena e Santa Terezinha.
O ribeirão Caladão tem como principais afluentes o córrego Melo Viana na zona rural e os córregos dos Camilos e São Domingos em perímetro urbano. Sua sub-bacia possui cerca de 53 km² e faz parte da sub-bacia do rio Piracicaba que, por sua vez, está inserida na bacia do rio Doce. Limita-se com as sub-bacias dos ribeirões Ipanema, Cocais Pequeno e Caladinho, abrangendo uma população de aproximadamente 70 mil moradores. O tipo de solo predominante na área de drenagem é o latossolo amarelo. Cerca de 15% da área da bacia do ribeirão Caladão é urbanizada, mas essa porcentagem está concentrada nas calhas do curso principal e de seus afluentes, o que torna a impermeabilização do solo alta nesses trechos.
Com um fator de forma de 0,48 e tempo de concentração de 4,48 horas, a princípio não há condições propensas à ocorrência de cheias ao longo de seu curso, porém as enchentes são favorecidas pela poluição, pela macrodrenagem deficiente e pelo predomínio de relevo acidentado e/ou ondulado na cidade, sendo que apenas 5% das terras são planas. Perto da foz o canal foi aprofundado, o que facilitou o escoamento mais rápido das águas nos metros finais do ribeirão Caladão. Isso dificultou a ocorrência de enchentes nos bairros Bom Jesus e Professores e a jusante, mas eventos de cheias excepcionais também podem afetar essas áreas. Além disso, períodos de cheias no rio Piracicaba são responsáveis por represar as águas do ribeirão, situação que prejudica sua vazão e potencializa enchentes nas áreas mais baixas de suas margens manancial acima.

## Ecologia e meio ambiente

### Uso das águas e despejo de esgoto

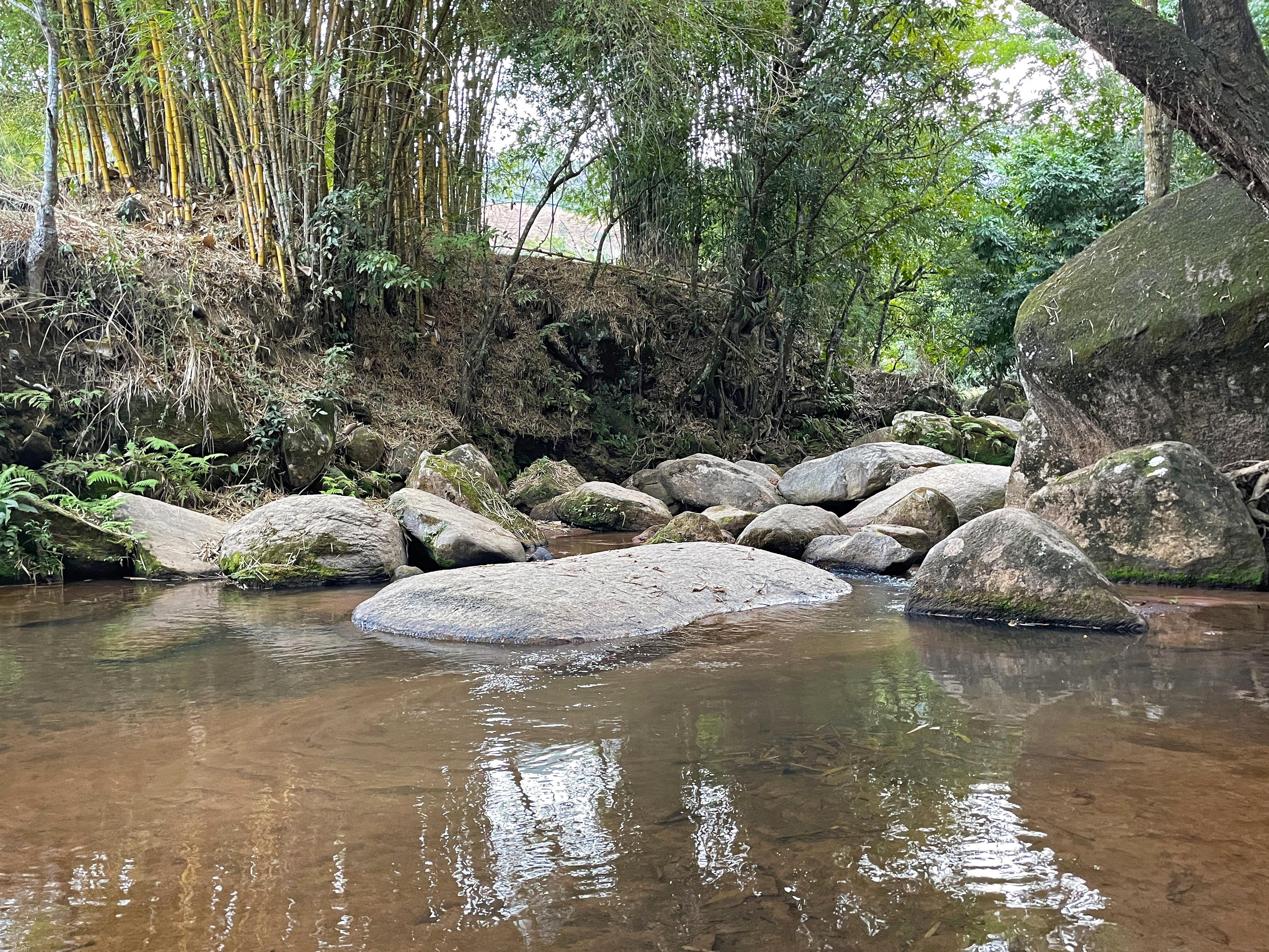
Ribeirão Caladão na Serra dos Cocais, zona rural de Fabriciano.

As águas do ribeirão Caladão são usadas para o abastecimento público de alguns bairros da parte norte da zona urbana de Coronel Fabriciano, como por exemplo Caladão, Contente, Manoel Maia e Residencial Fazendinha. A extração ocorre em uma área protegida na zona rural, onde há uma estação de tratamento de água (ETA) administrada pela Companhia de Saneamento de Minas Gerais (Copasa). No entanto, a maior parte da cidade é abastecida com águas extraídas do subsolo. Embora haja o seu uso para o fornecimento coletivo, o ribeirão foi severamente corrompido pelo lançamento de esgoto sem tratamento em sua calha urbana. Em 2013, 86,4% das águas residuais do município ainda eram liberadas diretamente em mananciais. O despejo de esgoto in natura nos cursos hídricos da bacia do ribeirão Caladão é mais frequente em bairros periféricos, afastados do Centro.
Em 2004, começou a ser estudada a construção de uma estação de tratamento de esgoto (ETE), que a princípio estaria situada entre os bairros Mangueiras e Santa Terezinha II e atenderia à demanda dos cursos hidrográficos da cidade. Entretanto, o projeto foi interrompido devido ao temor de odores por parte dos moradores dessa região. Nos anos seguintes foram instaladas as redes coletoras e interceptores em toda a sub-bacia do ribeirão Caladão, mesmo sem uma posição consolidada sobre a localização da ETE. Somente em 2019 foi autorizada a operação de uma estação de tratamento no bairro Limoeiro, em Timóteo, com a intenção inicial de atender a 165 mil habitantes de ambas as cidades, além de evitar o lançamento de esgoto in natura nos mananciais da zona urbana.

### Conservação

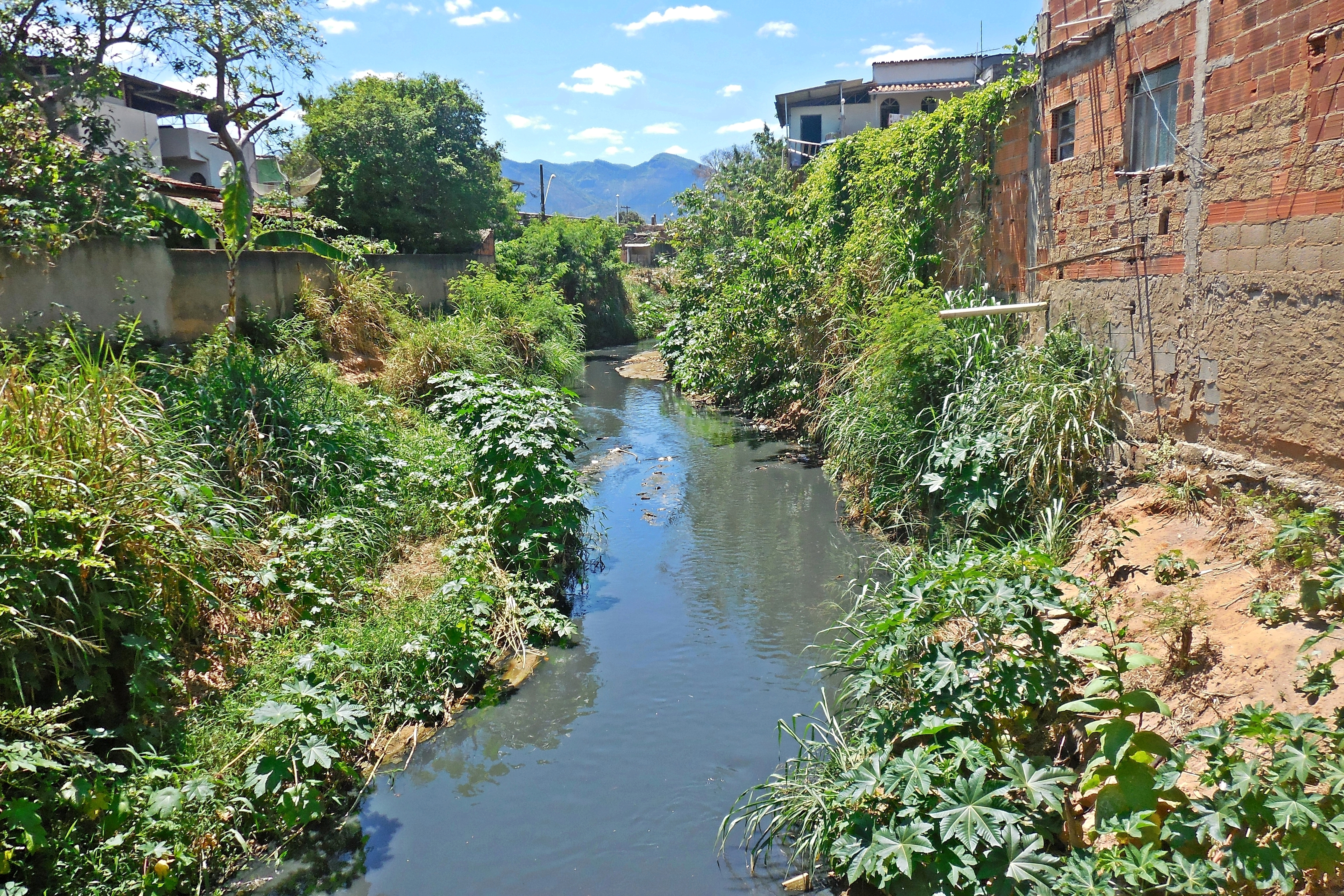
O ribeirão assoreado em meio a casas entre os bairros Melo Viana e JK

Apesar do início do tratamento das águas residuais, o despejo irregular de lixo e entulho nas margens do ribeirão também pode ser observado em alguns trechos, intensificando a contaminação do leito. Em longos períodos secos as águas ficam escuras e a sujeira mais concentrada, sendo comuns fortes odores e mosquitos. Já no período chuvoso, que normalmente vai de outubro até abril, as áreas mais baixas são afetadas pelas enchentes. Cerca de 5,9% da área da bacia hidrográfica do ribeirão Caladão estão sujeitos a inundações, sendo que 3,3% da área de drenagem são espaços urbanos e ao mesmo tempo susceptíveis a esse problema. Simultaneamente, 25,64% das áreas urbanizadas da bacia estão sujeitas a inundações.
Cabe ressaltar que é considerável a presença de pessoas com média e alta vulnerabilidade social vivendo em áreas inundáveis, sobretudo a norte da zona urbana, onde se encontram os bairros mais afastados do Centro. Por vezes o excesso de detritos na calha do manancial interfere no escoamento da água em eventos de chuvas intensas, favorecendo os transbordamentos. Além do recebimento de poluentes, impactos como assoreamento, erosão e danos à biodiversidade foram registrados no curso hídrico, sendo que não existem matas ciliares em suas margens na zona urbana. Há locais que foram demarcados como áreas de proteção permanente (APPs), muitos dos quais sofreram ocupações irregulares.
A prefeitura realiza regularmente a capina, limpeza e a remoção do entulho em espaços públicos e disponibiliza "ecopontos" pela cidade para o descarte de restos de construção, móveis e galhadas, porém o despejo em lugares indevidos é feito pela própria população. Para amenizar esse quadro, recorrentemente são realizados projetos de educação ambiental nas escolas ou que envolvam a comunidade em geral, como a organização de palestras, exposições fotográficas, apresentações de vídeo e reuniões nas comunidades. Tais eventos são ministrados tanto pela administração pública quanto por instituições ambientais. Em 2019 a prefeitura implantou ecobarreiras no ribeirão Caladão, de modo a reter materiais flutuantes.